# Antoni Tywoński
Antoni Tywoński (ur. 1888, zm. 1940 w Kijowie) – polski sędzia, funkcjonariusz Policji Państwowej, ofiara zbrodni katyńskiej.

## Życiorys
Urodził się 1888. Był synem Jana. Pochodził z Sądowej Wiszni. Był emerytowanym sędzią oraz funkcjonariuszem Policji Państwowej w stopniu przodownika.
Po wybuchu I wojny światowej, kampanii wrześniowej i agresji ZSRR na Polskę z 17 września 1939 został aresztowany przez funkcjonariuszy NKWD. Prawdopodobnie na wiosnę 1940 został zamordowany przez NKWD na obszarze okupowanym przez sowietów. Jego nazwisko znalazło się na tzw. Ukraińskiej Liście Katyńskiej opublikowanej w 1994 (został wymieniony na liście wywózkowej 56/1-39 oznaczony numerem 2919). Ofiary tej zbrodni zostały 
pochowane na otwartym w 2012 Polskim Cmentarzu Wojennym w Kijowie-Bykowni.